# Somebody to Love
"Somebody to Love" je singl britanskog rock sastava "Queen". Tekst i glazbu napisao je Freddie Mercury. Singl je izdan 12. studenog 1976. godine. Na "B" strani nalazi se Mayova "White Man". Pjesma se nalazi na albumu "A Day at the Races" iz 1976.
 Singl nije ponovio mega uspjeh poput "Bohemian Rhapsody", ali je dosegnuo mjesto broj 1. u UK i mjesto broj 13. u SAD-u. Kao i prijašnji hit "Bohemian Rhapsody" pjesma je snimljena miksajući vokale članova sastava, te je jedna od rijetkih na kojoj je basist John Deacon pjevao prateće vokale tijekom nastupa uživo.
 Pjesma je objavljena na kompilaciji "Greatest Hits" iz 1981. godine. 
1992. godine preostali članovi sastava su je izveli na "Freddie Mercury Tribute Koncertu" s Georgeom Michaelom kao pjevačem, koju ju je 1993. objavio kao maksi - singl, te se s njim popeo na prvo mjesto britanske top ljestvice singlova. Ta verzija objavljena je 1999. godine na kompilaciji "Greatest Hits III".

## Vanjske poveznice
- Tekst pjesme Somebody To Love  Arhivirana inačica izvorne stranice od 10. rujna 2012. (Wayback Machine)
- The Sunday Freeman  Arhivirana inačica izvorne stranice od 26. prosinca 2014. (Wayback Machine)
- Queenpedia